# Uniwersytet Zachodnioczeski w Pilźnie
Uniwersytet Zachodnioczeski w Pilźnie (cz. Západočeská univerzita v Plzni, ZČU) – czeska uczelnia publiczna w Pilźnie, założona w 1991 r.
W 2020 roku funkcję rektora pełnił Miroslav Holeček. W 2023 roku rektorem został prof. Miroslav Lávička.